# Lippische Mitteilungen aus Geschichte und Landeskunde
Die Lippischen Mitteilungen aus Geschichte und Landeskunde (kurz: Lippische Mitteilungen) ist eine interdisziplinäre wissenschaftliche Zeitschrift zur Regionalgeschichte, Landeskunde und Kulturgeschichte des ehemaligen Landes Lippe, beziehungsweise des heutigen Kreis Lippe und seiner historischen Entwicklung und Einbindung in der Region Ostwestfalen-Lippe und des Weserberglands. Des Weiteren ist die Zeitschrift das zentrale Vereinsorgan des Naturwissenschaftlichen und Historischen Vereins für das Land Lippe e.V. (NHV). Sie wurde bis 2008 im Selbstverlag des Vereins als Jahresband seit 1903 herausgegeben. Seit 2009 wird die Zeitschrift im Verlag für Regionalgeschichte, Gütersloh veröffentlicht. Aktuelle Herausgeber im Auftrag des Vereins sind Thomas Brakmann, Ulrich Meier, Jürgen Scheffler, Thomas Steinlein, Michael Zozmann. Die Redaktion und Anschrift befindet sich im Staatsarchiv Detmold.